# Lagoa Manguaba

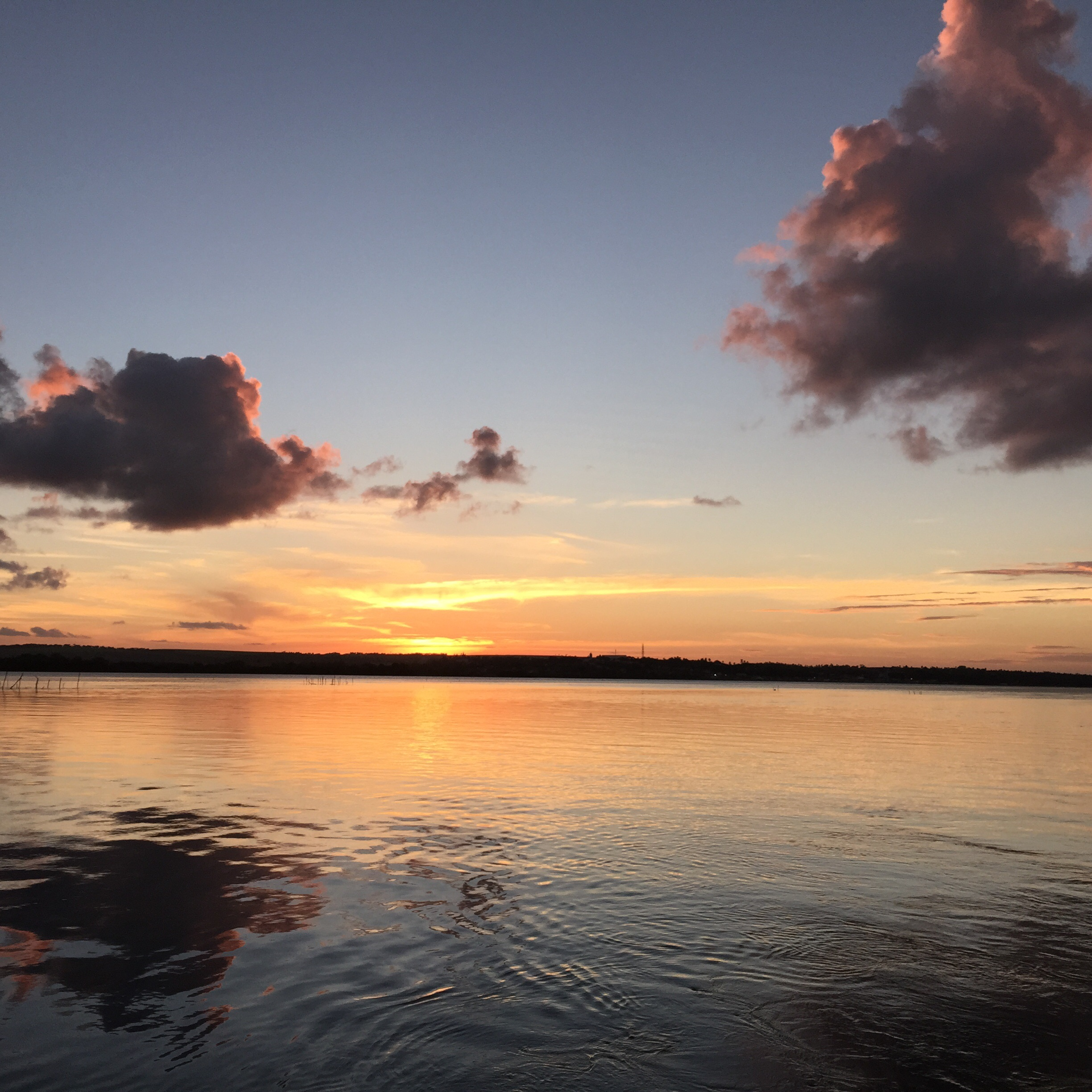
Pôr do sol da Lagoa Manguaba, Marechal Deodoro, Alagoas.

A lagoa Manguaba é a maior laguna do estado de Alagoas com 42 quilômetros quadrados. Localiza-se no território dos municípios do Pilar e Marechal Deodoro. Suas águas são altamente poluídas devido ao deságue do esgoto sanitário das áreas urbanizadas do entorno.
A lagoa é formada pelas águas dos estuários dos rios Paraíba do Meio e rio Sumaúma.